# حزقيال كارلوس كاربونيل
حزقيال كارلوس كاربونيل (بالإسبانية: Juan Carlos Carbonell)‏ هو مهندس تشيلي، ولد في 16 مايو 1970 في سانتياغو في تشيلي.